# イアン・スチュワート (野球)
イアン・ケネス・スチュワート（Ian Kenneth Stewart, 1985年4月5日 - ）は、アメリカ合衆国・カリフォルニア州ロングビーチ出身の元プロ野球選手（内野手）。右投左打。

## 経歴

### ロッキーズ時代
2003年にドラフト1巡目（全体10位）で指名を受け、コロラド・ロッキーズに入団。
2007年8月11日に「8番・三塁」でスタメン出場し、メジャーデビュー。デビュー戦は2打数ノーヒットだったが、死球で出塁後、得点を記録した。その後は主に代打として35試合に出場し、打率.209・1本塁打・9打点をマーク。ちなみにこの初本塁打は満塁ホームラン（グランドスラム）であった。守備はすべて三塁手として11試合（先発は3試合）に出場し、無失策と堅実だった。
2007年オフに正二塁手の松井稼頭央がヒューストン・アストロズへFA移籍し、三塁手には強打で知られるギャレット・アトキンスが在籍している。そのため2008年は、アトキンスの控えか二塁手へコンバートされると予想されていた。
2008年は開幕から55打数で28三振と不調に苦しんだ。そのために打撃フォームを直すため、AAA級コロラドスプリングス・スカイソックスへ降格した。7月19日にメジャーへ再昇格。
再昇格後は、一塁手のトッド・ヘルトンが故障したため、三塁手のアトキンスが一塁へコンバートされたことに伴って、スチュワートが三塁を守った。
復帰後は本来の強打な打撃を取り戻し、7月は12試合の出場で打率.432、1本塁打15打点を記録し、ルーキー・オブ・ザ・マンスを受賞した。
2009年からはロッキーズの正三塁手として活躍し、特に2009年は147試合に出場し、自己最多の25本塁打を記録した。
2011年は前年までの活躍とは一転し不調に苦しみ、昇格と降格を繰り返した。

### カブス時代
2011年12月8日、タイラー・コルビン、DJ・ルメイヒューとのトレードでケーシー・ウェザースとともにシカゴ・カブスに移籍した。
2012年12月6日にカブスと1年200万ドルで再契約をしたが、スプリングトレーニング中に放出された場合は年俸の支払い義務がない契約となった。12月16日に1年契約で残留した。
2013年6月25日に放出された。カブスの傘下AAAのアイオワ・カブスでは40試合に出場したが、打率.168・5本塁打・20打点と冴えない成績だった。

### ドジャース傘下時代
2013年7月5日にロサンゼルス・ドジャースと契約した。8月12日に放出された。移籍後は、ドジャース傘下AAAのアルバカーキ・アイソトープスで27試合に出場した。カブスのマイナーでは.200に届かない打率であり、移籍後も打率.174・2本塁打・6打点と調子は上がらなかった。結局、2013年シーズン中はカブスとドジャースのどちらでもメジャー昇格する事が出来なかった。

### エンゼルス時代
2014年1月23日にロサンゼルス・エンゼルス・オブ・アナハイムとマイナー契約を結んだ。3月29日にエンゼルスとメジャー契約を結び、開幕ロースター入りした。開幕後はデビッド・フリースと三塁手の定位置争いを繰り広げていたが、5月11日のトロント・ブルージェイズ戦でアーロン・ループの投球が左手の小指を直撃し、5月12日に15日間の故障者リスト入りした。6月20日に故障者リストから外れ、AAA級ソルトレイク・ビーズへ降格。AAA級では20試合に出場したが、メジャーへ昇格することはなく、7月19日にDFAとなった。7月21日にAAA級ソルトレイクへ降格した。オフの10月12日に、FAとなった。

### ナショナルズ傘下時代
2014年12月26日に、ワシントン・ナショナルズとマイナー契約を結んだ。
2015年6月5日に契約破棄条項を行使し自由契約となる。

## 詳細情報

### 年度別打撃成績
| 年 度    | 球 団    | 試 合 | 打 席 | 打 数 | 得 点 | 安 打 | 二 塁 打 | 三 塁 打 | 本 塁 打 | 塁 打 | 打 点 | 盗 塁 | 盗 塁 死 | 犠 打 | 犠 飛 | 四 球 | 敬 遠 | 死 球 | 三 振 | 併 殺 打 | 打 率 | 出 塁 率 | 長 打 率 | O P S |
| -------- | -------- | ----- | ----- | ----- | ----- | ----- | -------- | -------- | -------- | ----- | ----- | ----- | -------- | ----- | ----- | ----- | ----- | ----- | ----- | -------- | ----- | -------- | -------- | ----- |
| 2007     | COL      | 35    | 46    | 43    | 3     | 9     | 4        | 0        | 1        | 16    | 9     | 0     | 0        | 0     | 0     | 1     | 0     | 2     | 17    | 4        | .209  | .261     | .372     | .633  |
| 2008     | COL      | 81    | 304   | 266   | 33    | 69    | 18       | 2        | 10       | 121   | 41    | 1     | 1        | 0     | 1     | 30    | 4     | 7     | 94    | 3        | .259  | .349     | .455     | .804  |
| 2009     | COL      | 147   | 491   | 425   | 74    | 97    | 19       | 3        | 25       | 197   | 70    | 7     | 4        | 0     | 5     | 56    | 3     | 5     | 138   | 7        | .228  | .322     | .464     | .786  |
| 2010     | COL      | 121   | 441   | 386   | 54    | 99    | 14       | 2        | 18       | 171   | 61    | 5     | 2        | 0     | 5     | 45    | 8     | 5     | 110   | 8        | .256  | .338     | .443     | .781  |
| 2011     | COL      | 48    | 136   | 122   | 14    | 19    | 6        | 1        | 0        | 27    | 6     | 3     | 2        | 0     | 0     | 14    | 2     | 0     | 37    | 1        | .156  | .243     | .221     | .464  |
| 2012     | CHC      | 55    | 202   | 179   | 16    | 36    | 5        | 2        | 5        | 60    | 17    | 0     | 3        | 0     | 0     | 21    | 4     | 2     | 46    | 5        | .201  | .292     | .335     | .627  |
| 2014     | LAA      | 24    | 72    | 68    | 8     | 12    | 2        | 3        | 2        | 26    | 7     | 1     | 0        | 0     | 0     | 3     | 0     | 1     | 31    | 1        | .176  | .222     | .382     | .605  |
| MLB：7年 | MLB：7年 | 511   | 1692  | 1489  | 202   | 341   | 68       | 13       | 61       | 618   | 211   | 17    | 12       | 0     | 11    | 170   | 21    | 22    | 473   | 25       | .229  | .315     | .415     | .730  |

### 背番号
- 24 （2007年 - 2008年）
- 9 （2009年 - 2011年）
- 2 （2012年）
- 44 （2014年）